# Edward G. Robinson
Edward Goldenberg Robinson, geboren als Emanuel Goldenberg (Boekarest, 12 december 1893 - Hollywood, 26 januari 1973) was een Amerikaans acteur van Roemeens-joodse afkomst.

## Leven en werk

### Afkomst
Robinson is op tienjarige leeftijd vanuit Roemenië naar de Verenigde Staten gekomen, de familie heeft zich in New Yorks Lower East Side gevestigd.

### Opleiding en toneelacteur
Tijdens zijn schooltijd was hij begonnen met acteren en heeft hij daarvoor een carrière als rabbi en advocaat laten schieten. Robinson heeft een beurs gekregen van de American Academy of Dramatic Arts en heeft voor het eerst opgetreden in 1913, onder zijn nieuw aangenomen naam Edward G. Robinson. Hij heeft vijftien jaar lang opgetreden op Broadway en gefigureerd in een film.

### Filmacteur in misdaadfilms
In 1923 is hij aan zijn eerste film, The Bright Shawl begonnen. Zijn hoofdrol van (iedereen af)snauwende gangster in het toneelstuk The Racket heeft geleid tot een aantal gelijkaardige filmrollen waarvan de bekendste bepalend zou zijn voor zijn verdere carrière, die van de gangster Rico Bandello in de film Little Caesar (Mervyn LeRoy, 1930). Ook misdaadfilms zoals Tiger Shark (Howard Hawks, 1932) en The Amazing Dr. Clitterhouse (Anatole Litvak, 1938) hebben hem (gangster)rollen geboden. De misdaadfilm Bullets or Ballots (William Keighley, 1936) was de eerste van een reeks films waarin Robinson tegenover Humphrey Bogart stond. In Brother Orchid (Lloyd Bacon, 1940) en in Larceny, Inc. (Lloyd Bacon, 1942) was hij hoofdrolspeler in komische gangsterfilms. In 1939 speelde hij een geheim agent in de eerste Amerikaanse antinazi spionagefilm Confessions of a Nazi Spy (Anatole Litvak, 1939). In die periode heeft hij meerdere films gemaakt met gedreven vaklui zoals Michael Curtiz, Howard Hawks, Raoul Walsh en John Ford.

### Biopics en films noirs
Daarnaast is hij diverse keren gevraagd voor biopics: hij heeft onder anderen gestalte gegeven aan Paul Ehrlich in Dr. Ehrlich's Magic Bullet (William Dieterle, 1940) en aan Paul Julius Reuter in A Dispatch from Reuter's (William Dieterle, 1940). Hij heeft ook zijn opwachting gemaakt in talrijke films noirs zoals Double Indemnity (Billy Wilder, 1944) en het Fritz Lang-tweeluik The Woman in the Window (1944) en Scarlet Street (1945). Een jaar later heeft hij een Verenigde Natiescommissaris vertolkt die Tweede Wereldoorlogsmisdaden onderzocht in Orson Welles' meest conventionele (Hollywood)film, de film noir The Stranger. Nog andere films noirs zijn gevolgd zoals Key Largo (John Huston, 1948) (opnieuw als gangster), Night Has a Thousand Eyes (John Farrow, 1948) en House of Strangers (Joseph L. Mankiewicz, 1949).

### De jaren vijftig
In de jaren 50 werd Robinson beschuldigd van communistische sympathieën, maar hij werd door het House Committee on Un-American Activities op basis van zijn getuigenis vrijgesproken. Daarna heeft hij de ene film noir na de andere afgeleverd. In 1953 heeft hij de hoofdrol in het drama Big Leaguer vertolkt, het regiedebuut van Robert Aldrich. Dat hij meer in zijn mars had dan alleen in misdaadfilms spelen heeft hij onder meer bewezen met de western The Violent Men (Rudolph Maté, 1955) en met het fenomenale kassucces The Ten Commandments (Cecil B. DeMille, 1956). In dit historische bijbelepos was hij Datan, de tegenstander van Mozes.
Vanwege zijn scheiding van zijn eerste vrouw Gladys Lloyd moest hij in 1956 een groot deel van zijn kunstcollectie verkopen aan de steenrijke Griekse reder Stavros Niarchos. In dat jaar stond hij ook weer op Broadway. Twee jaar na zijn scheiding is hij opnieuw getrouwd, met de 27 jaar jongere modeontwerpster Jane Arden.

### De jaren zestig
Vermeldenswaardige en (weer) zeer uiteenlopende rollen uit de jaren zestig waren de filmregisseur in het drama Two Weeks in Another Town (Vincente Minnelli, 1962), de zich vreemd gedragende winnaar van de Nobelprijs natuurkunde in de spionagefilm The Prize (Mark Robson, 1963), de melkproducent Simon Nurdlinger in de komedie Good Neighbor Sam, de secretary of the Interior in de western Cheyenne Autumn (John Ford, 1964) en de pokerkampioen in The Cincinnati Kid (Norman Jewison, 1965).

### Overlijden
Robinson is op 79-jarige leeftijd overleden aan kanker, negen dagen na de voltooiing van zijn laatste film, de sciencefictionfilm Soylent Green. Hij heeft in datzelfde jaar postuum een Oscar gekregen voor zijn gehele oeuvre. Bij leven is hij nooit voor een Oscar genomineerd geweest.

## Filmografie
- The Bright Shawl (1923) - Domingo Escobar
- The Hole in the Wall (1929) - De vos
- Night Ride (1930) - Tony Garotta
- A Lady to Love (1930) - Tony
- Outside the Law (1930) - Cobra Collins
- Die Sehnsucht jeder Frau (1930) - Tony
- East Is West (1930) - Charlie Yong
- The Widow from Chicago (1930) - Dominic
- Little Caesar (1931) - Little Caesar aka 'Rico'
- The Slippery Pearls (1931) - Edward Robinson
- Smart Money (1931) - Nick 'The Barber' Venizelos
- Five Star Final (1931) - Joseph W. Randall
- The Hatchet Man (1932) - Wong Low Get
- Two Seconds (1932) - John Allen
- Tiger Shark (1932) - Mike Mascarenhas
- Silver Dollar (1932) - Yates Martin
- The Little Giant (1933) - James Francis 'Bugs'/Jim Ahern
- I Loved a Woman (1933) - John Mansfield Hayden
- Dark Hazard (1934) - Jim 'Buck' Turner
- The Man with Two Faces (1934) - Damon Welles/Jules Chautard
- The Whole Town's Talking (1935) - Arthur Ferguson 'Jonesy' Jones/'Killer' Mannion
- Barbary Coast (1935) - Luis Chamalis
- Bullets or Ballots (1936) - Detective Johnny Blake
- Thunder in the City (1937) - Daniel 'Dan' Armstrong
- Kid Galahad (1937) - Nick 'Nicky' Donati
- The Last Gangster (1937) - Joe Krozac
- A Slight Case of Murder (1938) - Remy Marko
- The Amazing Dr. Clitterhouse (1938) - Dr. T.S. Clitterhouse
- I Am the Law (1938) - John Lindsay
- Confessions of a Nazi Spy (1939) - Edward 'Ed' Renard
- Blackmail (1939) - John R. Ingram
- Dr. Ehrlich's Magic Bullet (1940) - Dr. Paul Ehrlich
- Brother Orchid (1940) - Little John T. 'Johnny' Sarto
- A Dispatch from Reuters (1940) - Paul Julius Reuter
- The Sea Wolf (1941) - 'Wolf' Larsen
- Manpower (1941) - Hank 'Gimpy' McHenry
- Unholy Partners (1941) - Bruce Corey
- Larceny, Inc. (1942) - J. Chalmers 'Pressure' Maxwell
- Tales of Manhattan (1942) - Avery 'Larry' L. Browne
- Destroyer (1943) - Steve Boleslavski
- Flesh and Fantasy (1943) - Marshall Tyler
- Tampico (1944) - Kapt. Bart Manson
- Mr. Winkle Goes to War (1944) - Wilbert Winkle
- Double Indemnity (1944) - Barton Keyes
- The Woman in the Window (1944) - Professor Richard Wanley
- Our Vines Have Tender Grapes (1945) - Martinius Jacobson
- Scarlet Street (1945) - Christopher Cross
- American Creed (1946) - Rol onbekend
- Journey Together (1946) - Dean McWilliams
- The Stranger (1946) - Mr. Wilson
- The Red House (1947) - Pete Morgan
- All My Sons (1948) - Joe Keller
- Key Largo (1948) - Johnny Rocco
- Night Has a Thousand Eyes (1948) - John Triton aka 'The Mental Wizard'
- House of Strangers (1949) - Gino Monetti
- My Daughter Joy (1950) - George Constantin
- Screen Snapshots: Hollywood Memories (1951) - Verteller
- Actor's and Sin (1952) - Maurice Tillayou (Actor's Blood sequence)
- Vice Squad (1953) - Kapt. 'Barny' Barnaby
- Big Leaguer (1953) - John B. 'Hans' Lobert
- Lux Video Theatre Televisieserie - Wilfrid Robarts (Afl., Witness for the Prosecution, 1953)
- The Glass Web (1953) - Henry Hayes
- For the Defense (Televisiefilm, 1954) - Advocaat Matthew Considine
- Climax! Televisieserie - Rol onbekend (Afl., Epitaph for a Spy, 1954)
- Black Tuesday (1954) - Vincent Canelli
- The Violent Men (1955) - Lee Wilkison
- Tight Spot (1955) - Lloyd Hallett
- Ford Television Theatre Televisieserie - John Derwent (Afl., .....and Son, 1955)
- A Bullet for Joey (1955) - Insp. Raoul Leduc
- Illegal (1955) - Victor Scott
- The Ford Television Theatre Televisieserie - Baron (Afl., A Set of Values, 1955)
- Hell on Frisco Bay (1955) - Victor Amato
- Nightmare (1956) - Rene Bressard
- The Jackie Gleason Show Televisieserie - Rol onbekend (Episode 29 september 1956)
- The Ten Commandments (1956) - Dathan
- Playhouse 90 Televisieserie - Oscar Bromek (Afl., Shadows Tremble, 1958)
- Goodyear Theatre Televisieserie - Harry Harper (Afl., A Good Name, 1959)
- Zane Grey Theater Televisieserie - Victor Bers (Afl., Heritage, 1959)
- A Hole in the Head (1959) - Mario Manetta
- Sunday Showcase Televisieserie - Daniel Webster (Afl., The Devil and Daniel Webster, 1960)
- Seven Thieves (1960) - Theo Wilkins/Dr. Vital
- General Electric Theater Televisieserie - Bert Alquist (Afl., The Drop-Out, 1961)
- Frontier Justice Televisieserie - Victor Bers (Afl., Heritage, 1961)
- The Detectives Starring Robert Taylor Televisieserie - 'Big Jim' Riva (Afl., The Legend of Jim Riva, 1961)
- My Geisha (1962) - Sam Lewis
- The DuPont Show of the Week Televisieserie - Verteller (Afl., Cops and Robbers, 1962)
- Two Weeks in Another Town (1962) - Maurice Kruger
- Sammy Going South (1963) - Cocky Wainwright
- The Prize (1963) - Dr. Max Stratman/Prof. Walter Stratman
- Robin and the 7 Hoods (1964) - Big Jim Stevens (Niet op aftiteling)
- Good Neighbor Sam (1964) - Simon Nurdlinger
- Cheyenne Autumn (1964) - Secretary of the Interior Carl Schurz
- The Outrage (1964) - Con Man
- Who Has Seen the Wind? (Televisiefilm, 1965) - Kapitein
- The Cincinnati Kid (1965) - Lancey Howard
- All About People (1967) - Verteller
- Grand Slam (1967) - Prof. James Anders
- The Blonde from Peking (1967) - Douglas
- Operation St. Peter's (1967) - Joe Ventura
- The Biggest Bundle of Them All (1968) - Professor Samuels
- Never a Dull Moment (1968) - Leo Joseph Smooth
- It's Your Move (1969) - Sir George McDowell
- Bracken's World Televisieserie - Cameo (Afl., Panic, 1969)
- MacKenna's Gold (1969) - Old Adams
- U.M.C. (Televisiefilm, 1969) - Dr. Lee Forestman
- The Name of the Game Televisieserie - Rol onbekend (Afl., Laurie Maurie, 1969)
- The Old Man Who Cried Wolf (Televisiefilm, 1970) - Emile Pulska
- Bracken's World Televisieserie - Elstyn Draper (Afl., The Mary Tree, 1970)
- Song of Norway (1970) - Krogstad
- The Silent Force Televisieserie - Rol onbekend (Afl., The Courier, 1970)
- Night Gallery Televisieserie - Abraham Goldman (Afl., The Messiah on Mott Street, 1971)
- Neither by Day Nor by Night (1972) - Father
- Soylent Green (1973) - Sol Roth

- Bibsys: 90865485
- Biblioteca Nacional de España: XX4722760
- Bibliothèque nationale de France: cb128431010 (data)
- Catàleg d'autoritats de noms i títols de Catalunya: 981058508545206706
- Gemeinsame Normdatei: 119056194
- International Standard Name Identifier: 0000 0001 2129 0404
- Library of Congress Control Number: n50049280
- MusicBrainz: 27b7ddc5-110c-4b46-a6bf-256c605ad7a3
- National Archives and Records Administration: 10582236
- Nationale Bibliotheek van Tsjechië: xx0110660
- Nationale bibliotheek van Australië: 35456798
- Nationale Bibliotheek van Israël: 987007301328405171
- Nationale Bibliotheek van Polen: a0000002241191
- Nederlandse Thesaurus van Auteursnamen: 071047786
- SNAC: w6zg6sr0
- Système universitaire de documentation: 06690949X
- Trove: 959435
- Union List of Artist Names: 500324963
- Virtual International Authority File: 39505454
- WorldCat: E39PBJg4pMJPtDP6kK6HgRRqcP